# Boussiris de Gaza
Pour l’article ayant un titre homophone, voir Bousiris.
Saint Boussiris de Gaza (+ entre 360 et 363) et Nestor, avec les trois frères Nestabe, Eusèbe et Zénon, sont des martyrs à Gaza en Palestine sous Julien.
Ce sont des saints chrétiens fêtés localement le 21 septembre,. 